# Trédias
Trédias település Franciaországban, Côtes-d’Armor megyében. Lakosainak száma 504 fő (2022. január 1.). Trédias Mégrit, Broons, Languédias, Trémeur és Yvignac-la-Tour községekkel határos.

## Népesség
A település népessége az elmúlt években az alábbi módon változott:
| Lakosok száma | 544  | 510  | 478  | 449  | 502  | 485  | 486  | 495  | 499  | 504  |
|               | 1968 | 1982 | 1990 | 2006 | 2013 | 2015 | 2017 | 2019 | 2020 | 2022 |